# Вертла
Вертла — река в Тверской области России, левый приток Торопы (бассейн Западной Двины). Длина реки составляет 11,5 км.

## Течение
Протекает по территории Староторопского сельского поселения Западнодвинского района.
Вертла вытекает из небольшого безымянного озера, расположенного в 1,2 км к северо-запалу от деревни Альфимово. Течёт в южном, юго-восточном, западном и юго-западном направлениях; в целом на юго-запад. Ширина реки в нижнем течении достигает 10 метров, глубина до 1,2 метра. Впадает в Торопу слева на высоте 169,2 метра над уровнем моря.

## Бассейн
С двух сторон Вертла принимает несколько мелких ручьев. В бассейне реки расположены озёра Крайнее, Давыдовское и другие.

## Населённые пункты
На реке расположена деревня Сергеевское. В бассейне Вертлы — населённые пункты Троицкое и Хмели.